# Patrick Duffy
Patrick Duffy, all'anagrafe Patrick Garfield Duffy (Townsend, 17 marzo 1949), è un attore e regista statunitense.
È famoso per aver dato il volto a Bobby Ewing, il fratello minore di J.R. (interpretato da Larry Hagman), nella serie tv cult Dallas (1978-1991), nei due film-TV (1996 e 1998) e dal 2012 nel sequel. Ha poi continuato una brillante carriera televisiva interpretando il personaggio di Frank Lambert, marito di Suzanne Somers, nella sitcom Una bionda per papà (1991-1998). Dal 2006 al 2011 e nuovamente dal 2022 al 2023 ha vestito i panni di Stephen Logan, padre di Brooke Logan, nella soap-opera Beautiful.

## Biografia
Figlio di Terrance e Marie Duffy, il 19 novembre 1986 i suoi genitori furono assassinati durante una rapina nel bar di loro proprietà situato in Montana. Sean Wentz e Kenneth Miller, i due adolescenti responsabili del gesto, furono condannati per omicidio a 180 anni di prigione. A quel tempo, Duffy fu criticato dalla stampa per il suo atteggiamento apparentemente distaccato nei confronti della tragedia, ma egli rispose che la sua fede, rafforzata dalla conversione dal Cattolicesimo al Buddhismo, gli diceva che i genitori avevano raggiunto un posto migliore.

### L'esordio conL'uomo di Atlantide

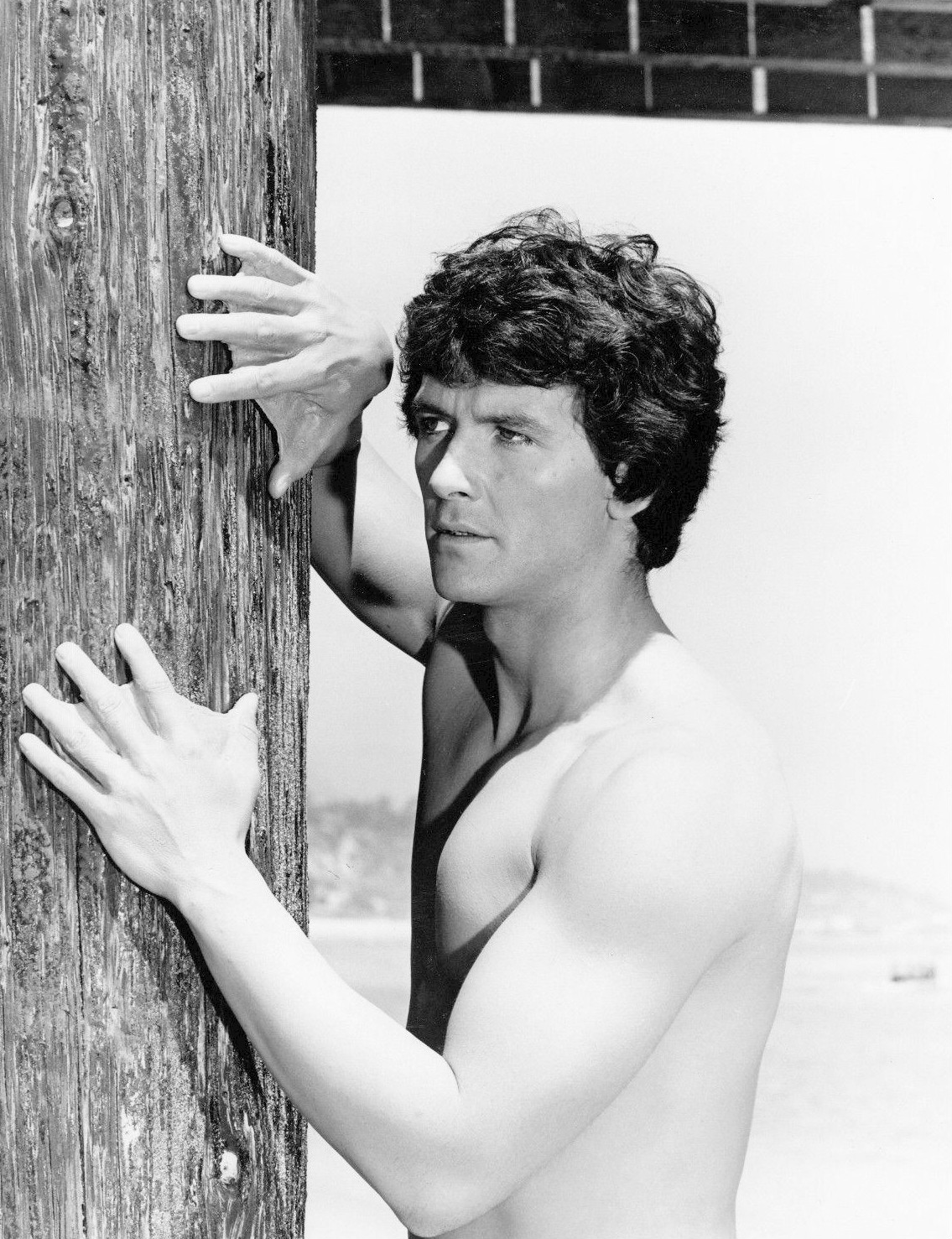
Patrick Duffy interpreta Mark Harris in L'uomo di Atlantide nel 1977

Dopo alcuni ruoli minori, Duffy venne scelto per interpretare Mark Harris, il protagonista del telefilm fantascientifico L'uomo di Atlantide (1977-1978), un uomo dotato di abilità sovrumane, tra cui quella di riuscire a respirare sotto l'acqua. Proprio grazie a questa sua capacità, viene reclutato da un'organizzazione segreta che esplora le profondità dell'oceano. Nella serie, il personaggio di Harris è affiancato dalla dottoressa Elizabeth Merrill, innamorata di lui, che lo aiuta ad affrontare il malvagio Schubert, interpretato da Victor Buono.
Grazie a questo ruolo Patrick Duffy acquistò una certà popolarità ma, nonostante il successo, il telefilm fu sospeso dopo una sola stagione, per un totale di 17 episodi e un film TV che fu l'episodio pilota della serie. In America fu trasmesso dalla NBC mentre in Italia da Canale 5 (all'epoca Telemilano).

### Il successo mondiale conDallas
Dopo L'uomo di Atlantide, Duffy fu scelto per interpretare il personaggio di Bobby Ewing nella celebre soap-opera Dallas (1978-1991). Nella soap, Bobby è il fratello minore di J.R. (Larry Hagman) nonché il più buono dei due, colui che cerca di tenere a bada l'arroganza e la spregiudicatezza del fratello. Bobby è sposato con Pamela (Victoria Principal), donna volitiva e paziente, in netto contrasto con la cognata Sue Ellen (Linda Gray), isterica e alcolizzata come il marito J.R.
Sono celebri le liti tra i due fratelli; Bobby si trova sempre a dover mediare gli inganni e le iniziative senza scrupoli di J.R., mettendo a repentaglio anche la propria vita. Nella serie tradirà una sola volta Pamela con una vecchia amica d'infanzia, Jenna Wade (Priscilla Presley), ma poi tornerà insieme alla devota moglie fino all'uscita di scena di quest'ultima sopravvissuta, ma sfigurata, a causa di un incidente automobilistico. Bobby e Pamela avranno anche un figlio, Cristopher.
Quando l'attore si stancò del ruolo nel 1985, gli autori dovettero far morire il personaggio con un espediente narrativo in cui la sorellastra di Pamela, cercando di investirla, causa invece la morte di Bobby, che salva Pamela spingendola fuori dalla strada. L'uscita di scena di Bobby si rivelò però controproducente per la serie, che cominciò a calare di ascolto. La produzione riassunse Duffy, che tornò nell'ultimo episodio nel 1986. La morte di Bobby e gli eventi conseguenti vennero spiegati come un sogno vissuto da Pamela, e l'episodio con Duffy sotto la doccia, vivo e vegeto, fu visto da milioni di telespettatori in tutto il mondo. Una volta tornato, Bobby risposerà per la seconda volta Pamela e vivranno insieme fino all'uscita di scena di quest'ultima.
Dopo il suo ritorno, Duffy rimase nella serie fino alla fine nel 1991 e interpretò anche i due film-tv conclusivi, Dallas: Il ritorno di J.R. (1996) e Dallas: La guerra degli Ewing (1998). In questi film, Bobby è co-proprietario della Ewing Oil insieme alla cognata Sue Ellen.
Questa serie è diventata un cult della televisione facendo così degli attori della grandi star. La soap è composta da 14 stagioni per un totale di 357 puntate.

### Il capofamiglia inUna bionda per papà
Concluso Dallas l'attore fu scelto per interpretare il protagonista di una sitcom firmata Warner Bros., Una bionda per papà (1991-1998). Nella sitcom Duffy è il capofamiglia Frank Lambert che, dopo aver conosciuto in vacanza la bellissima Carol (Suzanne Somers), decide di sposarla senza rivelare nulla ai loro rispettivi figli: J.T., Al e Brendan, figli di Frank, e Dana, Karen e Mark, figli di Carol.
Per un periodo la coppia riesce a mantenere il segreto, che viene svelato quando le due famiglie si trasferiscono a casa di Frank per vivere insieme. La convivenza fa emergere le diverse abitudini e differenze caratteriali dei ragazzi, e le loro divergenze con il cugino Cody (figlio del fratello di Frank) saranno il cavallo di battaglia della serie, insieme alla complicità dei genitori Carol e Frank e dei lori spassosi litigi.
La sitcom riscosse molto successo e durò per sette stagioni dal 1991 al 1998, per un totale di 160 puntate trasmesse da Canale 5.

### Il padre di Brooke inBeautiful
Dopo il ruolo di Frank, Duffy fu guest star in molti telefilm e si dedicò anche al cinema. Nel 2006 accettò di recitare in Beautiful per interpretare Stephen Logan, nemico da sempre dei Forrester, Stephanie (Susan Flannery) ed Eric (John McCook), che egli accusa di aver rovinato la sua famiglia. Logan è padre di quattro figli: Storm (William deVry) (deceduto), Brooke (Katherine Kelly Lang), Donna (Jennifer Gareis) e Katie (Heather Tom). Quando nel 2006 torna dopo anni a Los Angeles, deve subito affrontare proprio sua figlia Brooke, che non riesce a perdonarlo per averla abbandonata quando era piccola. Dopo aver chiarito con Brooke, ha due brevi relazioni con Taylor Hayes (Hunter Tylo) e con Jacqueline Marone (Lesley-Anne Down).
Stephen è anche accusato del tentato omicidio di Stephanie, ma alla fine si scoprirà che a spararle fu suo figlio Storm. Stephen è presente a tutti i matrimoni delle figlie, accompagnandole da buon padre all'altare. Dopo anni di convivenza decide di risposare Beth (Robin Riker). Le condizioni della donna però peggiorano e, la coppia, è costretta a lasciare la crociera e tornare a Los Angeles. Eric e Donna decidono così di ospitarli in casa loro ma la presenza di Stephanie crea non pochi problemi a Beth. Durante un litigio infatti Beth cade accidentalmente nella piscina di casa Forrester e non ricordandosi più come si nuota (causa la malattia) muore annegata. Stephen giura vendetta contro Stephanie. Inizia quindi una relazione con Pamela Douglas (Alley Mills), sorella di Stephanie e nemica di sua figlia Donna.
Duffy ha girato oltre 160 puntate della soap.

### Altri ruoli, il cinema e il ritorno diDallas
Oltre ai numerosi ruoli da protagonista sopra citati, Duffy ha interpretato svariate serie TV in ruoli da guest star e numerosi film sia televisivi che cinematografici.
In TV interpreta due puntate del celebre telefilm Charlie's Angels (1980), e altri episodi di serie famose come Love Boat (1981), Un detective in corsia (1998), Il tocco di un angelo (2003).
Tra i suoi ruoli più famosi al cinema è da ricordare La casa vuota dopo il funerale (1984). Nel 1990 è la volta di La morte al telefono, il film, trasmesso in Italia in prima visione su Rai 2, è seguito da quasi 4 milioni di telespettatori.
Nel 2000 è protagonista con Edward Asner del film per ragazzi Vittoria col cuore che riceve critiche positive. Successivamente interpreta un ruolo nel film Ancora tu! (2010) con Jamie Lee Curtis e Sigourney Weaver.
Nel 2010 viene contattato dalla TNT per re-interpretare il celebre ruolo di Bobby Ewing nel sequel di Dallas. L'attore accetta la parte, così come gli storici colleghi Larry Hagman e Linda Gray. Nel 2011 vengono girati i primi 10 episodi trasmessi a giugno 2012 dalla TNT. Il primo episodio viene seguito da quasi 7 milioni di telespettatori, un trionfo per la rete televisiva. In Italia il nuovo Dallas viene trasmesso a settembre da Canale 5. Visto il successo della prima stagione la serie viene riconfermata per una seconda stagione in onda dal gennaio 2013.

## Curiosità
- Duffy pratica attivamente il buddismo di Nichiren Daishonin;
- Duffy è lo zio del pitcher dei San Francisco Giants, Barry Zito[5];
- Duffy frequentò l'University of Washington a Seattle;
- Duffy ha interpretato se stesso in due telefilm, Bravo Dick (1990) e Sisters (1993).

## Filmografia

### Attore

#### Cinema
- La casa vuota dopo il funerale (Vamping), regia di Frederick King Keller (1984)
- Vittoria col cuore (Perfect Game), regia di Dan Guntzelman (2000)
- Walk Hard - La storia di Dewey Cox (Wal Hard: The Dewey Cox Story), regia di Jake Kasdan (2007)
- He's Such a Girl, regia di Sean Carr (2009)
- Ancora tu! (You Again), regia di Andy Fickman (2010)
- Hotel Dallas, regia di Sherng-Lee Huang e Livia Ungur (2015)
- Sir Gawain e il Cavaliere Verde (The Green Knight), regia di David Lowery (2021) - voce

#### Televisione
- Il volto senza nome (The Stranger Who Looks Like Me), regia di Larry Peerce – film TV (1974)
- L'odio negli occhi, la morte nella mano (Hurricane), regia di Jerry Jameson – film TV (1974)
- Switch – serie TV, 1 episodio (1976)
- The Last of Mrs. Lincoln (The Last of Mrs. Lincoln), regia di George Schaefer – film TV (1976)
- L'uomo di Atlantide (Man from Atlantis) – serie TV, 17 episodi (1977-1978)
- Dallas - serial TV, 326 episodi (1978-1991)
- California (Knost Landing) - serial TV, 3 episodi (1979-1982)
- Charlie's Angels – serie TV, 2 episodi (1980)
- Enola Gay (Enola Gay: The Man, The Mission, The Atomic Bomb), regia di David Lowell Rich – miniserie TV (1980)
- Love Boat (The Love Boat) – serie TV, 2 episodi (1981)
- Il villaggio maledetto (Cry for the Strangers), regia di Peter Medak – film TV (1982)
- Hotel – serie TV, 1 episodio (1985)
- George Burns Comedy Week – serie TV, 1 episodio (1985)
- Alice in Wonderland, regia di Harry Harris – miniserie TV (1985)
- Medicina amara (Strong Medicine), regia di Guy Green – miniserie TV (1986)
- Vita col nonno (Our House) – serie TV, 1 episodio (1987)
- Un ragazzo sulla trentina (41 Going to 30), regia di Paul Schneider – film TV (1988)
- Matrimonio sacrilego (Unholy Matrimony), regia di Jerrold Freedman – film TV (1988)
- Troppo bello per essere vero (Too Good to Be True), regia di Christian I. Nyby II – film TV (1988)
- Bravo Dick (Newhart) – serie TV, 1 episodio (1990)
- La morte al telefono (Murder C.O.D.), regia di Alan Metzger – film TV (1990)
- Children of the Bride (Children of the Bride), regia di Jonathan Sanger – film TV (1990)
- Daddy (Daddy), regia di Michael Miller – film TV (1991)
- Una bionda per papà (Step by Step) – serie TV, 160 episodi (1991-1998)
- Sisters – serie TV, 1 episodio (1993)
- Texas - L'ultima frontiera (Texas), regia di Richard Lang – miniserie TV (1994)
- Dallas - Il ritorno di J.R. (Dallas: J.R Returns), regia di Leonard Katzman – film TV (1996)
- Per salvare Katie (Heart of Fire), regia di John Power – film TV (1997)
- Dallas - La guerra degli Ewing (Dallas: War of The Ewings), regia di Michael Preece – film TV (1998)
- Un detective in corsia (Diagnosis Murder) – serie TV, 1 episodio (1998)
- La pistola del morto (Dead Man's Gun) – serie TV, 1 episodio (1999)
- Sotto massima protezione (Don't Look Behind You), regia di David Winning – film TV (1999)
- Twice in a Lifetime – serie TV, 1 episodio (1999)
- Le avventure segrete di Jules Verne (The Secret Adventures of Jules Verne) – serie TV, 1 episodio (2000)
- Il tocco di un angelo (Touched by an Angel) – serie TV, 2 episodi (2003)
- Reba – serie TV, 1 episodio (2004)
- Desolation Canyon (Desolation Canyon), regia di David S. Cass Sr. – film TV (2006)
- Colpo di fulmine (Falling in Love with the Girl Next Door), regia di Armand Mastroianni – film TV (2006)
- Beautiful (The Bold and the Beautiful) – serial TV, 153 puntate (2006-2023)
- L'amore apre le ali (Love Takes Wing), regia di Lou Diamond Phillips – film TV (2009)
- Miracolo d'amore (Healing Hands), regia di Bradford May – film TV (2010)
- Lovin' Lakin, regia di Brent Gudgel e Christine Lakin – miniserie TV (2012)
- Dallas – serie TV, 40 episodi (2012-2014)
- Welcome to Sweden – serie TV, 4 episodi (2014-2015)
- The Fosters – serie TV, 1 episodio (2015)
- Station 19 – serie TV, un episodio (2019)
- Non è un caso (Random Acts of Christmas), regia di Marita Grabiak – film TV (2019)
- In gara per Natale (Once Upon a Main Street.), regia di Polly Draper – film TV (2020)
- NCIS - Unità anticrimine (NCIS) – serie TV, episodio 17x12 (2020)

#### Doppiaggio
- Ecco Pippo! (Goof Troop) – serie TV, 1 episodio (1992)
- Rusty, cane coraggioso (Rusty: A Dog's Tale), regia di Shuki Levy (1998)
- I Griffin (Family Guy) – serie TV, 2 episodi (1999-2001)
- Justice League – serie TV, 3 episodi (2002)

### Regista
- Dallas – serie TV, 24 episodi (1981–1991)
- Una bionda per papà (Step by Step) – serie TV, 41 episodi (1992–1998)
- Dallas – serie TV, 1 episodio (2013)

### Produttore
- La casa vuota dopo il funerale (Vamping), regia di Frederick King Keller (1984)
- Dallas - Il ritorno di J.R. (Dallas: J.R Returns), regia di Leonard Katzman – film TV (1996)
- Dallas - La guerra degli Ewing (Dallas: War of The Ewings), regia di Michael Preece – film TV (1998)

## Doppiatori italiani
Nelle versioni in italiano delle opere in cui ha recitato, Patrick Duffy è stata doppiato da:
- Gianni Giuliano in Una bionda per papà (st. 2-7), Un detective in corsia, Dallas (2012), NCIS - Unità anticrimine, Beautiful (2ª voce), All Rise
- Claudio Sorrentino in Dallas, Medicina amara, Una bionda per papà (st. 1), Dallas - La guerra degli Ewing, I Griffin[6]
- Mario Cordova in Dallas - Il ritorno di J.R., Station 19
- Pieraldo Ferrante in Ancora tu!
- Roberto Chevalier in Charlie's Angels
- Paolo Bessegato in Il villaggio maledetto
- Gino La Monica in La morte al telefono
- Raffaele Farina in Texas - L'ultima frontiera
- Saverio Indrio in Per salvare Katie
- Fabrizio Temperini in Sotto massima protezione
- Massimo Lodolo in Desolation Canyon
- Teo Bellia in Non è un caso
- Sergio Di Giulio in Beautiful (1ª voce)

Da doppiatore è sostituito da:
- Marco Balbi in Rusty, cagnolino coraggioso

## Riconoscimenti

### Soap Opera Digest Awards
Vinti:
- Miglior attore protagonista in una soap-opera, per Dallas (1985)

Nomination:
- Miglior attore protagonista in una soap-opera, per Dallas (1988)
- Miglior coppia (con Victoria Principal) in una soap-opera, per Dallas (1988)
- Miglior attore protagonista in una soap-opera, per Dallas (1990)
- Miglior attore protagonista in una soap-opera, per Dallas (1992)

### Bambi
Vinti:
- Personaggio dell'anno, (1987)

### TV Land Award
Vinti:
- Premio alla carriera, per Dallas (2006)